# 石黒賢
石黒 賢（いしぐろ けん、1966年〈昭和41年〉1月31日 - ）は、日本の俳優、タレント、司会者、キャスター、児童文学翻訳家。本名は同じ。翻訳家名：イシグロ ケン。
東京都出身。成城学園中学校高等学校、成城大学経済学部卒業。ソニー・ミュージックアーティスツ所属。父は日本人初のプロテニス選手として知られる石黒修。曽祖父に官僚・政治家の石黒五十二、三井財閥幹部の福井菊三郎（祖父石黒九一の岳父）、祖父（母方）に海軍書記官の杉田主馬。

## 来歴・人物
中学から大学までテニス部に在籍し、中学2年生の時には都大会で秋篠宮文仁親王と対戦した経験がある。そのことから、テニス専門誌にコラムを書いたり、WOWOWのテニス中継（グランドスラム大会やジャパン・オープンテニスなど）では番組ナビゲーターやゲストなどで出演することが多い。
「テニスの出来る男の子を捜している」と知人から聞きつけた父の「じゃあうちの子を」との推薦により、1983年、高校3年時に『青が散る』に主演してデビュー。
また、一女二男がおり、ニューヨークでたまたま手にした絵本『Scary』の翻訳をきっかけに、「絵本パパこれ読んで!シリーズ」としてトランスワールドジャパンからイシグロ・ケン名義で6冊の絵本を出版したり、2008年よりWOWOW『ウィンブルドンテニス』のスペシャルナビゲーターを務めるなど、活動の場を広げている。
『振り返れば奴がいる』で共演した織田裕二と親交がある。また、髙嶋政宏とは成城学園中学・高校・大学を通じた同級生で、『ツインズ教師』で初共演した。妻も成城大学出身で、ミス・キャンパスとして語学雑誌の表紙を飾ったこともある。

## 出演

### テレビドラマ
- 青が散る（1983年、TBS） - 主演・椎名燎平 役
- 嫁ぐ日'84（1984年8月25日、NHK総合） - 三郎 役
- 花田春吉なんでもやります（1985年、TBS） - サブ 役
- すみれさんが行く（1985年3月25日、NHK総合） - 市浦守 役
- 華やかな誤算（1985年 - 1986年、TBS）
- 火曜サスペンス劇場（日本テレビ）
  - 長く暑い夏の一日（1988年08月）
  - 新・女検事 霞夕子 第9作「遺産相続」（1996年12月） - 高見俊作 役
  - 故郷(ふるさと)（1997年12月09日） - 須貝刑事 役
  - 女優（1999年06月08日）
  - 共犯（2002年2月12日）
  - その他 多数作品に出演
- ドラマ23（TBS）
  - モト子せんせいの場合（1988年）
  - こんな男と暮らしてみたい（1989年、後に『ドラマチック22』で再ドラマ化）
  - 原色恋愛図鑑（1989年）
- 3年B組金八先生 第3シリーズ（1988年、TBS） - 3B副担任 英語・真野明 役
- おしえてあげたい!（1989年、TBS）
- 夏休み別荘物語（1989年、日本テレビ）
- 花燃える日日〜野望の国第二部・花の章（1989年、日本テレビ） - 杉野賢二 役
- 横溝正史傑作サスペンス・犬神家の一族（1990年、テレビ朝日） - 犬神佐清 役
- キスの温度〜いちばん近い他人〜（1990年、日本テレビ）
- 森村誠一サスペンス「死導標」（1990年、関西テレビ）
- 名探偵金田一耕助の傑作推理（TBS）
  - 第11作「悪魔の手毬唄」（1990年）- 青池歌名雄 役
  - 第14作「悪魔が来りて笛を吹く」（1992年）- 椿東太郎 役
- すてきな片想い（1990年、フジテレビ） - 潮崎豊 役
- 世にも奇妙な物語（フジテレビ）
  - 第2シリーズ「聞こえる」（1991年10月24日） - 主演・田崎功 役
  - 真夏の特別編「非常識宴会」（1993年7月30日） - 主演・種田肇 役
  - 春の特別編 (1995年)「地図にない街」（1995年4月3日） - 主演・ラッパ 役
  - 春の特別編 (1996年)「ミッドナイトDJ」（1996年3月25日） - 主演・榊原達彦 役
  - 秋の特別編 (2001年)「ドラマティックシンドローム」（2001年10月4日） - 伊集院誠 役
- ヴァンサンカン・結婚（1991年、フジテレビ）
- 12時間超ワイドドラマ→新春ワイド時代劇（テレビ東京）
  - 天下の副将軍水戸光圀 徳川御三家の激闘（1992年） - 小野川吉三郎 役
  - 赤穂浪士（1999年） - 浅野内匠頭 役
  - 徳川風雲録 八代将軍吉宗（2008年1月2日） - 大岡越前 役
- JTドラマBOX（MBS）
  - ビーナスハイツ（1992年） - 川島茂 役
- さよならをもう一度（1992年、TBS） - 北山哲夫 役
- 天使のように生きてみたい（1992年、TBS） - 主演
- 金曜ドラマシアター（フジテレビ）
  - 人間の証明（1993年1月8日） - 主演・棟居弘一良 役
- 振り返れば奴がいる（1993年、フジテレビ） - 主演・石川玄 役
- ツインズ教師（1993年、テレビ朝日） - 主演・高井慎一 役
- 引っ越せますか（1993年、日本テレビ） - 柏木理一郎 役
- 夏子の酒（1994年、フジテレビ） - 荒木誠司 役
- クニさんちの魔女たち（1994年、テレビ朝日） 松川邦高 役
- 金曜エンタテイメント（フジテレビ）
  - 龍は眠る（1994年4月22日） - 主演・高坂昭吾 役
  - 金田一耕助シリーズ 女怪（1996年4月26日） - 等々力警部 役
  - 姑は名探偵芹澤雅子 八丈島南国リゾート殺人事件（1997年7月） - 芹澤義朗 役
  - 左手に告げるなかれ（1997年12月） - 葉室一郎 役
  - 安岡課長の殺人会議（1999年9月） - 大澤真人 役
- 警部補古畑任三郎　第9回「殺人公開放送」（1994年6月8日、フジテレビ） - 黒田清 役
- 私、味方です（1995年、TBS） - 主演・田口理 役
- ドラマ30
  - 風たちの遺言（1995年、CBC） - 主演・平石信治（市川徹） 役
- 火曜ドラマ（朝日放送）
  - Change!（1995年） - 主演・吉村辰馬 役
- 土曜ワイド劇場（テレビ朝日）
  - 偽造法廷（1996年5月25日） - 主演・結城太郎 役
  - 火の粉（2005年、朝日放送）
  - 科学捜査研究所・文書鑑定の女（2002年2月2日・2004年2月7日・2006年2月25日） - 城戸渉 役
  - 湘南探偵物語（2008年2月16日、朝日放送） - 夏泊一平 役
- 竜馬がゆく（1997年、TBS） - 桂小五郎 役
- 渥美清のああ、青春日記（1997年9月24日、フジテレビ） - 早坂暁 役[11]
- 殴る女（1998年、フジテレビ）
- 新・俺たちの旅 Ver.1999（1999年1月2日、日本テレビ） - 熊沢昌也 役
- 危険な関係（1999年、フジテレビ） - 都築雄一郎 役
- 月曜ドラマスペシャル（TBS）
  - ファミリー（1999年7月19日） - 羽室裕也 役
- 松本清張特別企画・顔（1999年10月7日、TBS） - 寺島則夫 役
- 最後のストライク（2000年、フジテレビ） - 森脇浩司 役
- 愛人の掟・あなたに逢いたくて（2000年、テレビ朝日） - 高木正志 役
- 月曜ミステリー劇場（TBS）
  - 弁護士 朝吹里矢子1-4（2001年 - 2005年） - 風見史朗（風見志朗として第2作、第4作） 役
  - 外科医零子1-4（2001年 - 2006年） - 有光千太郎 役
- 生きるための情熱としての殺人 (2001年、テレビ朝日)
- 真夜中の雨（2002年、TBS） - 安藤浩 役
- ランチの女王（2002年、フジテレビ）
- 北の捜査線・小樽港署（2002年、テレビ東京） - 牧内稔
- GOOD LUCK!!（2003年、TBS） - 成見医師 役
- 熱烈的中華飯店（2003年、フジテレビ） - 綾小路公彦 役
- ショムニ（1998年・2000年・2002年・2013年、フジテレビ） - 右京友弘 役
- ブルーもしくはブルー〜もう一人の私〜（2003年、NHK総合） - 佐々木祐介 役
- 太閤記 サルと呼ばれた男（2003年、フジテレビ） - 黒田官兵衛 役
- 大河ドラマ（NHK総合）
  - 新選組!（2004年） - 桂小五郎 役
- FIRE BOYS 〜め組の大吾〜（2004年1月 - 3月、フジテレビ） - 平茂 役
- ナースマンがゆく（2004年、日本テレビ） - 吉岡隆志 役
- にんげんだもの〜相田みつを物語（2004年、テレビ朝日） - 麻生忠男 役
- 星野仙一物語 〜亡き妻へ贈る言葉（2005年、TBS） - 小原茂樹 役
- 救命病棟24時 第3シリーズ（2005年、フジテレビ） - 加賀裕樹 役
- おとなの夏休み（2005年、日本テレビ） - 琴原和幸 役
- 着信アリ（2005年10月 - 12月、テレビ朝日） - 仙堂孝之 役
- 生と死を分けた理由…“アース・クエイク”平成18年春・東京大震災（2006年4月3日、日本テレビ） - 川島みのる 役
- さいごの約束（2006年4月4日、関西テレビ）
- 不信のとき〜ウーマン・ウォーズ〜（2006年7月  - 9月、フジテレビ） - 浅井義雄 役
- メッセージ〜伝説のCMディレクター・杉山登志〜（2006年8月28日、毎日放送） - 丸谷 役
- 金曜プレステージ（フジテレビ）
  - 新春特別企画「女の一代記 向井千秋 〜夢を宇宙に追いかけた人〜」（2007年1月12日） - 向井万起男 役
  - 妻よ! 松本サリン事件犯人と呼ばれて…家族を守り抜いた15年」（2009年6月26日） - 主演・河野義行 役
  - 東野圭吾3週連続スペシャル・11文字の殺人（2011年6月10日） - 山森卓也 役
  - 3週連続 罪と女とミステリー 第1夜 森村誠一サスペンス・破婚の条件（2011年8月26日） - 中西光彦 役
- 東京タワー 〜オカンとボクと、時々、オトン〜（2007年、フジテレビ） - 手塚修一郎 役
- 鞍馬天狗 第4話・第5話（2008年2月7日・14日、NHK総合） - 三島屋清左衛門 役
- CHANGE（2008年5月  -7月、フジテレビ） - 生方恒男 役
- 四つの嘘（2008年7月 - 9月、テレビ朝日） - 澤田 役（友情出演）
- Q.E.D. 証明終了（2009年1月 - 3月、NHK総合） - 水原幸太郎 役
- RESCUE〜特別高度救助隊（2009年1月 - 3月、TBS） - 徳永克己 役
- ザ・クイズショウ（2009年5月、日本テレビ） - 友部公一郎 役
- テレビ東京開局45周年記念ドラマスペシャル「白旗の少女」（2009年9月30日、テレビ東京） - 松川直彰 役
- 連続テレビ小説（NHK総合）
  - ウェルかめ（2009年 - 2010年） - 浜本哲也 役
- サムライ・ハイスクール（2009年11月28日 - 12月12日、日本テレビ） - 岩永浩三 役
- 月曜ゴールデン（TBS）
  - 笑顔〜15年目の嘘〜（2009年12月7日） - 主演・稲葉秀夫 役
  - 松本清張没後20年スペシャル・寒流（2013年1月14日） - 桑山英己 役
  - 刑事夫婦シリーズ（2014年2月3日 - 2017年） - 加賀美太郎 役
- 松本清張生誕100年スペシャル・中央流沙（2009年12月14日、TBS・毎日放送） - 倉橋豊 役
- 特上カバチ!! 第3話（2010年1月31日、TBS） - 枯草等 役
- ドラマW（WOWOW）
  - パーフェクト・ブルー（2010年2月7日） - 諸岡三郎 役
  - ドラマWスペシャル パンドラ〜永遠の命〜（2014年4月27日） - 塚越洋一 役
- プロゴルファー花（2010年4月8日 - 7月8日、読売テレビ） - 醍醐一馬 役
- 警視庁取調官 落としの金七事件簿（2010年5月29日、テレビ朝日） - 今野順志 役
- 連続ドラマW（WOWOW）
  - マークスの山 （2010年10月17日 - 11月14日） - 合田刑事（主役）の親友・加納祐介（東京地検特捜部検事）役
  - マグマ（2012年6月10日 - 7月8日） - 龍崎大輔 役
  - レディ・ジョーカー（2013年3月3日 - 4月14日） - 加納祐介 役
  - 撃てない警官（2016年1月10日 - 2月7日） - 中田 役[12]
  - 引き抜き屋 〜ヘッドハンターの流儀〜 最終話（2019年12月14日） - 醍醐達郎 役
  - フィクサー Season2（2023年7月9日 - 8月6日） - 横宮三郎 役[13]
  - 株価暴落（2014年10月19日 - 11月16日）- 友部勇作 役[14]
- 最後の晩餐 〜刑事・遠野一行と七人の容疑者〜（2011年5月14日、テレビ朝日） - 河合弘 役
- 華和家の四姉妹 第5話〜（2011年、TBS） - 秋元太一 役
- 絶対零度〜特殊犯罪潜入捜査〜 第6話（2011年8月16日、フジテレビ） - 椎名清剛 役
- クルマのふたり〜TOKYO DRIVE STORIES 第3話（2011年11月19日、TwellV） - 島田一章 役
- 謎解きはディナーのあとで 第9・10話（2011年12月13・20日、フジテレビ） - 佐藤武雄 役
- よる☆ドラ本日は大安なり（2012年1月10日 - 3月13日、NHK総合） - 山本剛 役
- ストロベリーナイト 第9話 - 最終話「ソウルケイジ」（2012年3月6日 - 3月20日、フジテレビ） - 高岡賢一 役
- 白戸修の事件簿 第9話・最終話（2012年3月23日・30日、TBS） - 芹沢哲生 役
- 松本清張没後20年特別企画・市長死す（2012年4月3日、フジテレビ） - 浜本繁雄 役
- 黒い報告書 男と女の事件ファイル「孤独」（2012年6月9日、BSジャパン） - 主演・真田淳一 役
- 京都地検の女 第8シリーズ 第1話（2012年7月5日、テレビ朝日） - 木内稔 役
- 捜査地図の女（2012年10月 - 12月、テレビ朝日） - 成田慎平 役
- 水曜ミステリー9（テレビ東京）
  - 北海道警事件ファイル 警部補 五条聖子（2012年10月24日 -） - 芳村大地 役
  - 捜査検事・近松茂道13（2013年5月1日） - 水野健史 役
  - 負け組法律事務所〜沈黙する証人〜（2015年1月28日） - 滝川要 役
  - ハガネの警察医（2015年4月22日） - 星野公彦 役
- BS時代劇（NHK BSプレミアム）
  - 火怨・北の英雄 アテルイ伝（2013年1月11日 - 2月1日） - 阿万比古 役
  - 一路（2015年7月31日 - 9月25日） - 国分七左衛門 役
  - 立花登青春手控え（2016年5月13日 - 7月1日） - 藤吉 役
    - 立花登青春手控え2（2017年4月7日 - 5月26日）
    - 立花登青春手控え3（2018年11月9日 - 12月21日）
    - BS新春時代劇 立花登青春手控えスペシャル（2020年1月3日）
- ラストホープ 第6話（2013年2月19日、フジテレビ） - 篠田登志雄 役
- プレミアムドラマ 小暮写眞館（2013年3月31日 - 4月21日、BSプレミアム） - 花菱秀夫 役
- 土曜ドラマ ご縁ハンター 第1話（2013年4月13日、NHK総合） - 木澤浩樹 役
- 日曜エンターテインメント（テレビ朝日）
  - 特捜最前線2013〜7頭の警察犬」（2013年9月29日） - 松城実朗 役
  - ハッピー・リタイアメント（2015年10月18日） - 大友勉 役
  - 名探偵キャサリン2 〜消えた相続人〜（2016年3月20日） - 田中譲次 役
- 千葉発地域ドラマ 菜の花ラインに乗りかえて（2013年10月、BSプレミアム） - 神崎和也 役
- 土曜プレミアム「独占追跡！ 三億円事件“最後の告白者たち”〜真犯人の影…45年目の新証言〜」（2013年12月21日、フジテレビ） - 主演・鈴木公一 役 ※ドキュメンタリードラマ
- おみやさん新春スペシャル（2014年1月3日、テレビ朝日） - 大友幸三 役
- Dr.DMAT（2014年1月9日 - 3月20日、TBS） - 桜庭周作 役
- 銀二貫（2014年4月10日 - 6月5日、NHK総合） - 彦坂数馬 役
- Dr.検事モロハシ〜新たなる生命〜（2014年7月1日、フジテレビ） - 麻生友樹 役
- 匿名探偵 第5話（2014年8月8日、テレビ朝日） - 遠藤伸一 役
- HERO 第2シリーズ 第6話（2014年8月18日、フジテレビ） - 首藤礼二 役
- 赤と黒のゲキジョー（フジテレビ）
  - 海の斜光（2014年11月7日） - 森山優 役
- まっしろ（2015年1月13日 - 3月17日、TBS） - 佐藤正隆 役
- ドラマスペシャル「最後の証人」（2015年1月24日、テレビ朝日） - 高瀬光治 役
- ドS刑事 最終話（2015年6月20日、日本テレビ） - 東野清正 役
- 花咲舞が黙ってない 第2シリーズ 第5話（2015年8月5日、日本テレビ） - 青井省一 役
- 釣りバカ日誌〜新入社員 浜崎伝助〜 最終話（2015年12月11日、テレビ東京） - 小林修三 役
  - 釣りバカ日誌〜新米社員 浜崎伝助〜瀬戸内海で大漁! 結婚式大パニック編（2019年1月4日）
- 百年の計、我にあり（2016年1月3日、TBS） - 伊庭貞剛 役[15]
- 松本清張特別企画 喪失の儀礼（2016年3月30日、テレビ東京） - 小池邦彦 役[16]
- 池波正太郎時代劇スペシャル「顔」（2016年6月4日、J:COM プレミアムチャンネル） - 八幡屋和助 役 [17]
- IQ246〜華麗なる事件簿〜 第1話（2016年10月16日、TBS） - 早乙女伸 役[18]
- 女の中にいる他人（2017年1月8日 - 2月19日、NHK BSプレミアム） - 楠本将文 役
- 山本周五郎時代劇 武士の魂 第1話「大将首」（2017年4月4日、BSジャパン） - 池藤六郎兵衛 役
- CRISIS 公安機動捜査隊特捜班 第2・5話（2017年4月18日・5月9日、関西テレビ・フジテレビ） - 神谷透 役
- アシガール（2017年9月23日 - 12月16日、NHK総合） - 羽木忠高 役
  - アシガールSP 〜超時空ラブコメ再び〜（2018年12月24日、NHK総合）
- 奥様は、取り扱い注意（2017年10月4日 - 12月6日、日本テレビ） - 大原啓輔 役
- 月曜名作劇場 今野敏サスペンス 確証〜警視庁捜査三課（2017年11月6日、TBS） - 菅井健二郎 役
- 平成細雪 第3話（2018年1月21日、NHK BSプレミアム） - 橋寺誠 役
- アガサ・クリスティ二夜連続ドラマスペシャル パディントン発4時50分〜寝台特急殺人事件〜（2018年3月24日、テレビ朝日） - 佐伯慶一 役
- 正義のセ 第1話（2018年4月11日、日本テレビ） - 恩田徹 役
- コンフィデンスマンJP 第3話（2018年4月23日、フジテレビ） - 城ヶ崎善三 役
- 未解決の女 警視庁文書捜査官 第7話・最終話（2018年5月31日・6月7日、テレビ朝日） - 百々瀬博昭 役
- 新しい王様（TBS・Paravi） - 麻布 役
  - Season1（2019年1月8日 - 17日、TBS）
  - Season2（2019年2月19日 - 4月16日）
- 記憶捜査〜新宿東署事件ファイル〜（2019年1月18日 - 3月1日、テレビ東京） - 栗田史郎 役
  - ドラマスペシャル（2020年7月27日）
  - シーズン2（2020年10月23日 - 12月4日）
  - ドラマスペシャル2（2022年6月20日）
  - シーズン3（2022年11月4日 - 12月16日 ）[19]
  - ドラマスペシャル3（2025年3月10日）[20]
- 約束のステージ 〜時を駆けるふたりの歌〜（2019年2月22日、読売テレビ） - 北嶋光雄 役
- 東海テレビ×WOWOW共同制作連続ドラマ ミラー・ツインズ - 久能源一郎 役
  - Season1（2019年4月6日 - 5月25日、東海テレビ・フジテレビ系）
  - Season2 第3話（2019年6月22日、WOWOW）
- 百合だのかんだの（2019年7月20日 - 9月7日、フジテレビ） - 不破誠 役
- リーガル・ハート 〜いのちの再建弁護士〜 第1話（2019年7月22日、テレビ東京） - 山谷護 役[21]
- 決してマネしないでください。（2019年10月26日 - 12月14日、NHK総合） - 高科教授 役
- 郷土の偉人シリーズ第27作 加藤清正 〜土木の神様 民と共に〜（2019年10月27日、テレビ熊本） - 主演・加藤清正 役
- サイレント・ヴォイス 行動心理捜査官・楯岡絵麻 特別篇 悪魔の学問（2020年3月7日、BSテレ東） - 占部亮寛 役[22]
- 左手一本のシュート（2020年3月14日、BS-TBS） - 森川透 役
- 再雇用警察官（2020年5月11日、テレビ東京） - 芝隆之 役
  - 再雇用警察官2（2021年6月28日）
  - 再雇用警察官3（2021年12月13日）
  - 再雇用警察官4（2022年7月4日）
- 行列の女神～らーめん才遊記〜 第7話（2020年6月1日、テレビ東京） - 「麺房なかはら」店主・中原昌英 役
- ディア・ペイシェント〜絆のカルテ〜（2020年7月17日 - 、NHK総合） - 佐々井宗一郎 役
- 半沢直樹 第2部（2020年8月9日 - 9月27日、TBS） - 山久登 役
- ネメシス（2021年4月11日 - 6月13日、日本テレビ） - 大和猛流 役[23]
- わげもん〜長崎通訳異聞〜（2022年1月8日 - 1月29日、NHK総合） - 井戸対馬守覚弘 役[24]
- おいハンサム!! 第6話（2022年2月12日、東海テレビ・フジテレビ） - 侵入者X 役[25]
- やんごとなき一族 第3話・第10話（2022年5月5日・6月23日、フジテレビ） - 万野誠 役[26]
- 未来への10カウント 第6話 - 第8話（2022年5月19日 - 6月2日、テレビ朝日） - 井村和樹 役
- 科捜研の女 season22 第1話・最終話（2022年10月18日・12月20日、テレビ朝日） - 古久沢明 役[27]
- ラストマン-全盲の捜査官- 第3話（2023年5月7日、TBS） - 羽鳥潤 役[28]
- 合理的にあり得ない 〜探偵・上水流涼子の解明〜 第6話（2023年5月22日、関西テレビ・フジテレビ） - 増本幸次郎 役[29]
- ダブルチート 偽りの警官 Season1 第3話（2024年5月10日、テレビ東京） - 味岡孝弘 役
- 夫の家庭を壊すまで 第5話（2024年8月12日、テレビ東京） - 月城進 役[30]
- 月曜プレミア8 今野敏サスペンス 警視庁強行犯係 樋口顕「遠火」（2024年11月25日、テレビ東京） - 伊藤勇人 役[31]
- アイシー〜瞬間記憶捜査・柊班〜（2025年1月21日 - 3月25日、フジテレビ） - 安田大丸 役[32]
- 私の知らない私 第3話 - 最終話（2025年1月23日 - 3月20日、読売テレビ・日本テレビ） - 篠原健次郎 役[33]

### 映画
- Apartment Fantasy めぞん一刻（1986年10月10日） - 五代裕作 役
- 愛しのハーフ・ムーン（1987年8月8日） - 横山おさむ 役
- やるときゃやるぜ! 〜COME BACK HERO〜（1987年10月24日） - 主演・池田金太 役
- ドン松五郎の大冒険（1987年12月19日） - 雨森正太 役
- パイレーツによろしく（1988年6月25日） - 主演・上杉透 役
- 白い手（1990年10月13日） - 勝の叔父 役
- フィレンツェの風に抱かれて（1991年2月2日） - 守谷徹 役
- 満月 MR.MOONLIGHT（1991年9月21日） - 小出保 役
- 怖がる人々（1994年4月23日） - 佐々木 役
- もうDEBUなんて言わせない!（1997年2月15日） - 赤井圭一郎 役
- ISOLA 多重人格少女（2000年1月22日） - 真部和彦 役
- ホワイトアウト（2000年8月19日） - 吉岡和志 役
- 火火（2005年1月22日） - 竹田学 役（特別出演）
- ローレライ（2005年3月5日） - 高須成美 役
- LIMIT OF LOVE 海猿（2006年5月6日） - 北尾勇 役
- 天国は待ってくれる（2007年2月10日） - 新谷先生 役
- 未来予想図 〜ア・イ・シ・テ・ルのサイン〜（2007年10月6日） - 後藤大介 役
- ミッドナイト イーグル（2007年11月23日） - 宮田忠夫 役
- Little DJ〜小さな恋の物語（2007年12月15日） - 高野正彦 役
- 花影（2008年3月8日） - 土門竜 役
- 旅立ち〜足寄より〜（2009年1月24日） - 西口祐介 役
- 初恋 夏の記憶（2009年3月28日） - 穂波軍司 役
- 60歳のラブレター（2009年5月16日） - 麻生圭一郎 役
- ジャイブ 海風に吹かれて（2009年6月6日） - 主演・泊哲郎 役
- THE LAST MESSAGE 海猿（2010年9月18日） - 北尾勇 役
- 岳-ガク-（2011年5月7日） - 椎名恭二 役
- 少女たちの羅針盤（2011年5月14日） - 御蔵総一郎 役
- 夜明けの街で（2011年10月8日） - 新谷 役
- 天心（2013年11月16日） - 根本記者 役（友情出演）
- サムライ・ロック（2015年5月9日） - 柴田次郎 役
- HiGH&LOW THE RED RAIN（2016年10月8日） - 上園龍臣 役
- コンフィデンスマンJP -ロマンス編-（2019年5月17日） - 城ヶ崎善三 役
  - コンフィデンスマンJP -プリンセス編-（2020年7月23日）
  - コンフィデンスマンJP -英雄編- （2022年1月14日）
- 時の行路（2020年3月14日） - 主演・五味洋介 役
- フード・ラック!食運（2020年11月20日） - 新生英二 役[34]
- 竜とそばかすの姫（2021年7月16日、東宝） - 恵と知の父親
- マスカレード・ナイト（2021年9月17日、東宝） - 氏原祐作 役
- われ弱ければ 矢嶋楫子伝（2022年2月11日、現代ぷろだくしょん） - 矢嶋直方 役
- 20歳のソウル（2022年5月27日） - 木村貴教 役[35][36]
- 狼 ラストスタントマン（2022年12月23日公開） - 藤堂仁 役
- 劇場版 おいしい給食 Road to イカメシ（2024年5月24日公開） - 等々力町長 役[37]

### 舞台
- がしんたれ（1994年7月・8月 / 芸術座 / 座長）
- 恋忘れ草（1997年1月・2月 / 芸術座）
- ラブハンドル（2006年2月4日 -  / パルコ劇場 他）
- 今の私をカバンにつめて（2010年9月25日 - ・2013年9月6日 - 16日 / こどもの城 青山円形劇場・2013年9月20日〜24日 / 大阪ビジネスパーク円形ホール）
- 万葉ファンタジスタ 大伴家持（2013年10月5日・2014年9月14日 / 高岡市民会館）
- ユーミン×帝劇 vol.2 あなたがいたから私がいた（2014年10月8日 - 31日 / 帝国劇場）
- 音楽朗読劇『Homunculus～ホムンクルス～』（フェルナンド枢機卿[38]）
- 7本指のピアニスト～泥棒とのエピソード～（2022年7月24日 - 31日、サンシャイン劇場）[39]
- 朗読活劇 信長を殺した男 2024（2024年12月5日 - 8日、博品館劇場） - 明智光秀 役[40]
- 方南ぐみ企画公演 朗読劇『青空』（2025年2月8日、俳優座劇場）[41]
- 反乱のボヤージュ（2025年5月6日 - 16日、新橋演舞場 / 6月1日 - 8日、大阪松竹座） - 主演・名倉憲太朗 役[42]

### 情報・バラエティ番組
情報ジャンル
| 期間          | 期間          | 番組名                                   | 役職                       |
| ------------- | ------------- | ---------------------------------------- | -------------------------- |
| 1987年10月    | 1989年3月     | ドーナツ6（TBS）                         | 司会                       |
| 1998年4月     | 2000年3月     | アルテミッシュNIGHT（テレビ東京）        | 司会                       |
| 2009年4月     | 2009年9月     | ひるおび!（TBS）                         | 水曜日レギュラー出演       |
| 2019年9月30日 | 2021年3月22日 | 情報プレゼンター とくダネ!（フジテレビ） | 月曜日スペシャルキャスター |

バラエティジャンル
- わいわいスポーツ塾（TBS）
- 君といつまでも（テレビ朝日）司会
- リングの魂（テレビ朝日、1994年4月 - 1994年9月） 司会
- あなたがヒロイン!（LaLa TV、2012年1月10日 - ） ナレーション

### スポーツ番組
- ウィンブルドンテニス（WOWOW、2012年6月25日 - 7月8日・2014年6月23日 - 7月6日） スペシャルナビゲーター

- 東京パラリンピック

石黒賢 岸田奈美 大西瞳が語る東京パラリンピック（NHK総合、2021年9月4日）

### WEBドラマ
- プリズン・オフィサー 第3話（2015年2月、BeeTV)　-  四谷信一郎 役[43]
- 新しい王様 Season2（2019年1月18日 - 3月14日、Paravi） - 麻布 役
- 百合だのかんだの（2019年5月14日配信開始、FOD） - 不破誠 役
- EVOL（2023年11月3日 - 、DMM TV） - 土屋広美 役[44]
- 恋愛バトルロワイヤル（2024年8月29日、Netflix） - 真木彰 役[45]

### ラジオ
- ビヒダス・レディオ・ハイスクール（1986年 - 1990年、FM横浜）
- ラジオシアター〜文学の扉（TBSラジオ）
  - 「水車小屋攻撃」（2018年5月27日）
  - 「アンジュリーヌ」（2018年6月3日）
- 百田夏菜子とラジオドラマのせかい（2021年11月5日 - 26日、ニッポン放送） - マンスリーゲスト[46]
- FMシアター「ツシマヤマネコの歌」（2023年12月2日、NHK-FM）[47]

### CM
- 江崎グリコ
- 住友VISAカード
- 花王（ガードハローつぶ塩・ハローハブラシ毛先が球、1985年10月 - 1989年頃）
- 味の素（烏龍香茶、岸本加世子と共演、1990年頃）
- シオノギ製薬
- コンビーフ缶詰振興会
- ニッカウヰスキー

## 音楽活動

### シングル
1. 君にミステイク（作詞：庄野真代、作曲・編曲：小泉まさみ、1985年8月21日、ビクター）
  - （c/w）SE TSU NAI季節（シーズン）（作詞：庄野真代、作曲・編曲：小泉まさみ）
2. 青くなれ（作詞：さかたかずこ、作曲：円広志、編曲：川村栄二、1987年6月21日、ビクター）※映画『やるときゃやるぜ』主題歌
  - （c/w）聞けよロンリーハート（作詞：三浦徳子、作曲：岡本朗、編曲：若草恵）

### アルバム
1. ISHIGURO（1988年6月21日、ビクター）

## 書籍

### 絵本翻訳
- Scary もしこんなことになっちゃったら（2005年4月、トランスワールドジャパン、絵本 パパこれよんで!シリーズ、ISBN 9784925112352）
- ティップトップとワニ これはティップトップとむしばのワニのおはなし（2005年4月、トランスワールドジャパン、絵本 パパこれよんで!シリーズ、ISBN 9784925112376）
- ティップトップとゾウ これはティップトップとなきむしのゾウのおはなし（2005年4月、トランスワールドジャパン、絵本 パパこれよんで!シリーズ、ISBN 9784925112369）
- マルタとじてんしゃ（2006年8月、トランスワールドジャパン、絵本 パパこれよんで!シリーズ、ISBN 9784925112826）
- マルタとききゅう（2006年8月、トランスワールドジャパン、絵本 パパこれよんで!シリーズ、ISBN 9784925112833）
- マルタとたこ（2006年8月、トランスワールドジャパン、絵本 パパこれよんで!シリーズ、ISBN 9784925112840）